# Уейн (окръг, Небраска)
Вижте пояснителната страница за други значения на Уейн.
Окръг Уейн (на английски: Wayne County) е окръг в щата Небраска, Съединени американски щати. Площта му е 1147 km², а населението - 9851 души. Административен център е град Уейн.